# Satoru Yamagishi
Satoru Yamagishi (Chiba, 3 de maio de 1983) é um futebolista japonês que joga como meia. 

## Carreira

### JEF United
Satoru Yamagishi se profissionalizou no JEF United Chiba, em 2002.

## Seleção
Satoru Yamagishi integrou a Seleção Japonesa de Futebol na Copa da Ásia de 2007.